# Hyphantria
Genre
Hyphantria est un genre de lépidoptères (papillons) de la famille des Erebidae et de la sous-famille des Arctiinae.
Ses espèces sont originaires du continent américain, mais l'une d'entre elles a été introduite en Europe et en Asie : Hyphantria cunea, l'Écaille fileuse.

## Liste des espèces
Selon FUNET Tree of Life (4 novembre 2020) :
- Hyphantria cunea (Drury, 1773)
- Hyphantria penthetria Dyar, 1912
- Hyphantria orizaba (Druce, 1897)
- Hyphantria pictipupa Fitch, 1857
- Hyphantria panoezys (Dyar, 1916)